# 문명진
문명진 (文溟璡, 1977년 4월 23일 ~ )은 대한민국의 가수로서 Soul과 R&B계통의 흑인음악을 추구하는 소울 음악(soul music) 가수이다.

## 생애
서울에서 태어난 그는 2001년 1집 정규 앨범 《상처》를 발표하며 데뷔했다. 10년간 무명 생활을 하다 2013년 4월 KBS 《불후의 명곡 전설을 노래하다》에 출연해 해바라기의 '슬픔만은 아니겠죠'를 부르며 주목을 받았다.
2013년 5월 《불후의 명곡》 100회 특집 들국화편에서 최종1위를 하였다.
2013년 7월 《불후의 명곡 전설을 노래하다》 설운도 특집에서 최종 우승을 차지하여 주목을 받았다. 2014년 11월 14일 《불후의 명곡 전설을 노래하다》 11월에 진 별 특집에서 이영훈 작곡 "그대 내 품에" 최종 우승을 하였다. 2015년 5월 30일 《불후의 명곡》 200회 특집 작은거인 김수철편에서 "별리"로 최종우승을 하였다.
특기할 사항은 2014년 10월 18일 《불후의 명곡》에서 전설 Michael Bolton의 대표곡 "How Am I Supposed to Live Without You"를 불렀고 원곡가수인 Michael Bolton은 문명진의 무대에 기립박수를 보내며, 지금까지 이 노래를 부른 사람들 중 최고였다고 극찬하고, 자신의 노래를 레코딩 하겠다면 직접 프로듀싱을 해주겠다는 제안을 했고, 추후 다시 한국을 방문하여 직접 프로듀싱을 해주었다.

### 수상
- 2015년 KBS가요대축제 올해의 가수상

## 음반

### 정규앨범
- 1집 《상처》(2001년)
- 2집 《Soul 4 Life》(2004년)
- 《2nd Repackage》2집의 재포장판

### 싱글앨범
- 《잠 못 드는 밤에》(2011.03.11)
- 《별, 태양, 그리고 너》(2011.08.29)
- 《어쩌라고》(2012.4.26)
- 《잘 들어/디지털 싱글-로맨틱 갱스터(Romantic Gangster)》(2013.10.15)
- 《겨울, 또 다시/디지털 싱글 -"겨울, 또 다시"/ cover곡 "How Am I Supposed to Live Without You" -원곡가수 Michael Bolton의 프로듀싱)》(2015.01.28)
- 《Excuse Me/디지털 싱글 -"Excuse Me"feat.로꼬/"그대"》(2015.11.26)
- 《No Wire/디지털 싱글》(2016.03.10)
- 《Genghis/디지털 싱글》(2017.05.14)

### 컴필레이션
- 《Greatest Day》(2003년)
- 《재회 (再會)》(2004년)
- 《Only You /컴필레이션(compilation)앨범 Somewhere over the Rainbow》(2007년)

### O.S.T
- 《Knife (상처)》- 흑수선 (2001년)
- 《보스상륙작전》- 아무 말도 하지 말아요 (2002년 3월), 이별의 끝은 어디인가요 (2002년 9월)
- 《살고 싶어》- 유리화 (2004년)
- 《바람같은 사랑》- 해신(海神) (2005년)
- 《넌 나에게 무엇이었나》- 게임의 여왕 (2006년)
- 《사랑해서 미안해 - 위기일발 풍년빌라 (2010년)
- 《뜨거운 안녕》- 천명 (2013년 6월)
- 《또 운다》- 상속자들 (2013년 11월13일)
- 《그 자리》- 유혹 (2014년 8월 5일)
- 《돌아가자》- 미스터백 (2014년 12월 10일)
- 《말할 수 없는 비밀》- 킬미,힐미 (2015년 2월 9일)
- 《한 사람》- 가면 (2015년 6월18일)

### 참여
- 《2002 대한민국》(2002년) ... soul 4 life라는 예명으로 보컬 피처링
- 《"Drive" feat. 문명진 (Asian)》
- 《"Past Tense" ft. Soul4Life(문명진), 미애, 윤희중》 (2002년)
- 윤일상 2집《Soulist》(2002년) ... 보컬 참여
- 크라운 제이 1집 《One and Only》(2006년) ... 보컬 피처링
- 홀라당 1집 《Spotlight》(2008년) ... 보컬 피처링
- 《"Friday Night Fever" feat. 문명진, 나비, A.K.A.(홀라당)》(2008년 7월)
- 《"왜 우린" feat. 문명진(토스티)》(2010년 5월)
- Honey Family 5집 (2010.5.31) -《"역전의 드라마" feat. 문명진 /《"South Korea" feat. 문명진》/《"왜 그랬어?" feat. 문명진》
- 《Honey Family 디지털 싱글 "우리 결혼할까요" feat. 문명진》(2011년 11월 9일)
- 《"이별 직전" 고흐, 문명진 & The Ray》(2012년 3월)

## 기타
- 1집에 실렸었던 노래 〈하루하루〉는 정연준(업타운)의 〈하루하루 지나가면〉을 리메이크한 것이며 가수 윤미래도 같은 시기에 리메이크한 버전을 불렀다.

## 공연
- 《'허니패밀리 콘서트'-롤링홀》(2012.12.30)
- 《'해바라기콘서트'-연세대백양홀》(2013.05.12)
- 《'힐링콘서트작품'-부산KBS홀》(2013.07.13)
- 《'문명진, 허니패밀리'콜라보 콘서트 Summer Festival-연세대백양홀》(2013.08.15~16)
- 《'문명진 단독콘서트' Soul4Life-한전아트센터 》(2013.10.18~19)
- 《'그 남자의 이야기'/지휘자 서희태, 밀레니엄 심포니 오케스트라, 문명진, 김다현 -세종문화회관대극장》(2013.11.24)
- 《'문명진콘서트-건국대학교 새천년관 대공연장》(2013.12.28)
- 《'Green Plugged Seoul 2014'-난지한강공원》(2014.05.30~06.01)
- 《'박완규콘서트'-청주예술의전당》(2014.10.11)
- 《불후의명곡스타 '문명진,알리'-제주아트센터》(2014.12.21)
- 《'문명진,하동균,영지콘서트' Wishes-서울롯데호텔크리스탈볼룸》(2014.12.25~26)
- 《'문명진콘서트' 나의 노래-백암아트홀》(2015.02.13~15)
- 《'문명진,손승연' 힐링콘서트-Pechanga Resort, Ca. USA》(2015.02.28~03.01)
- 《'문명진,하동균,영지' 봄바람콘서트-KBS창원홀》(2015.05.16)
- 《'문명진,하동균,영지' 봄바람콘서트-KBS울산홀》(2015.05.23)
- 《'문명진,하동균,영지' 봄바람콘서트-KBS부산홀》(2015.05.30)
- 《'광복70주년 국민대합창' 나는 대한민국》
- 《'Fall in Acoustic Festival' 2015-강원도홍천 대명비발디파크》(2015.09.20)
- 《'문명진콘서트' 나의 노래-연세대백양콘서트홀》(2015.12.5~6)
- 《'2015 KBS가요대축제》(2015.12.30)
- 《'음정콘서트'-국회의원회관 대회의실》(2016.01.05)
- 《'프로젝트동대문다섯번째이야기' Wine'N Busker- JW 메리어트 동대문 스퀘어 서울》(2016.03.25~27)
- 《'문명진,정동하,에일리,팝핀현준&박애리,금잔디,김성태,박구윤' 대아고개교50주년기념콘서트-경남문화예술회관대공연장》(2016.04.30)

## 방송
- 2018년 MBC 미스터리 음악쇼 복면가왕 - 춤 추고 노래해 한 마리 새처럼~ 블랙스완! (참가자)